# Degré d'alcool
« Degré Gay-Lussac » redirige ici. Pour les autres significations, voir Gay-Lussac (homonymie).

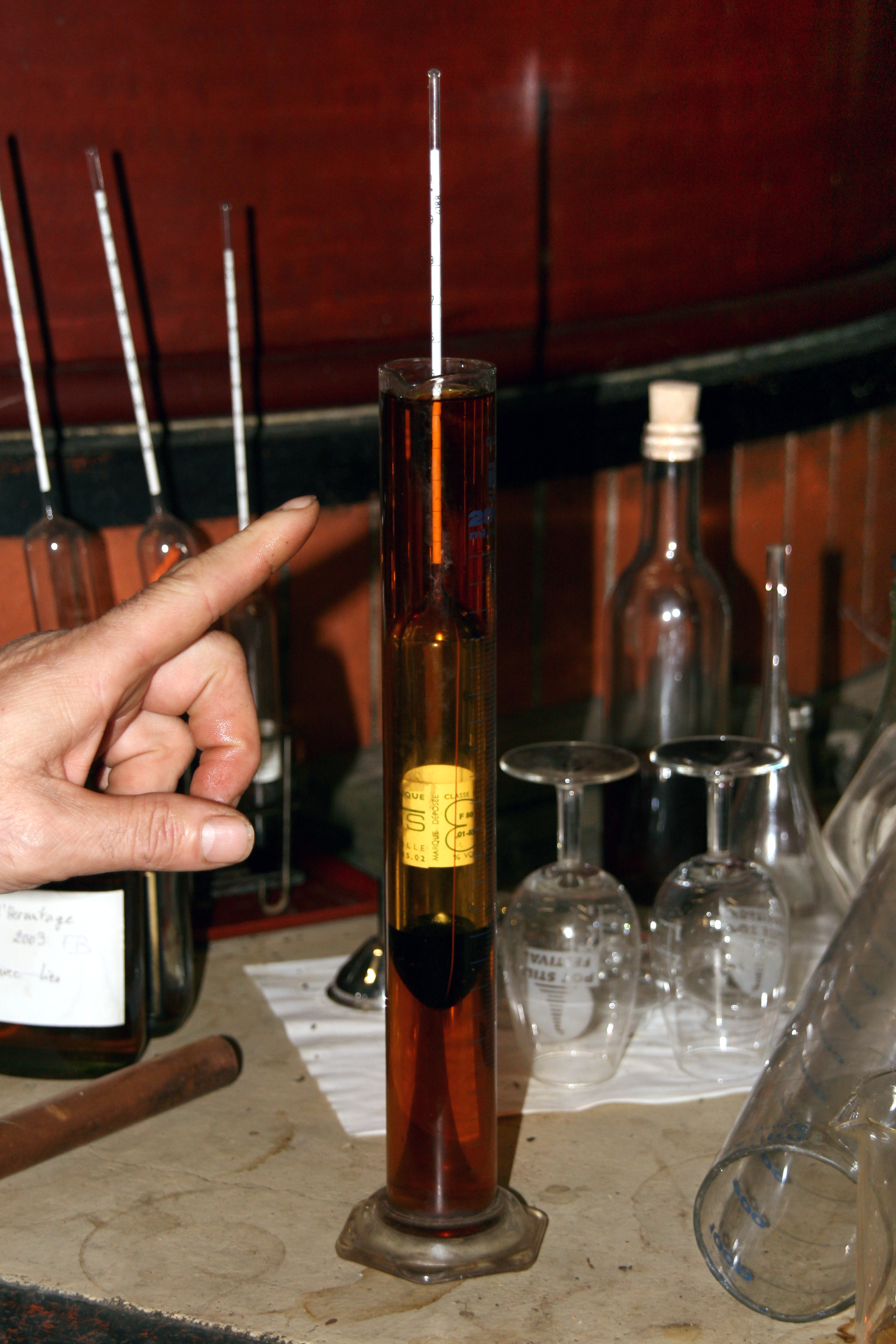
Alcoomètre mesurant du Cognac, début XXIe siècle.

Le titre alcoométrique volumique (TAV), aussi appelé degré alcoolique ou degré d'alcool, est la proportion d'alcool dans une boisson. Ce titre est le rapport entre le volume d'alcool (éthanol) contenu dans le mélange et le volume total de ce mélange, à la température de 20 °C.
Les instruments utilisés pour mesurer le titre alcoométrique sont les densimètres électroniques, les aréomètres et pycnomètres. Différentes unités sont utilisées, le pourcentage volumique (%vol) ou degré (noté °), le degré Gay-Lussac (° GL), le proof, et le Sikes ou Sykes.

## Techniques de mesure

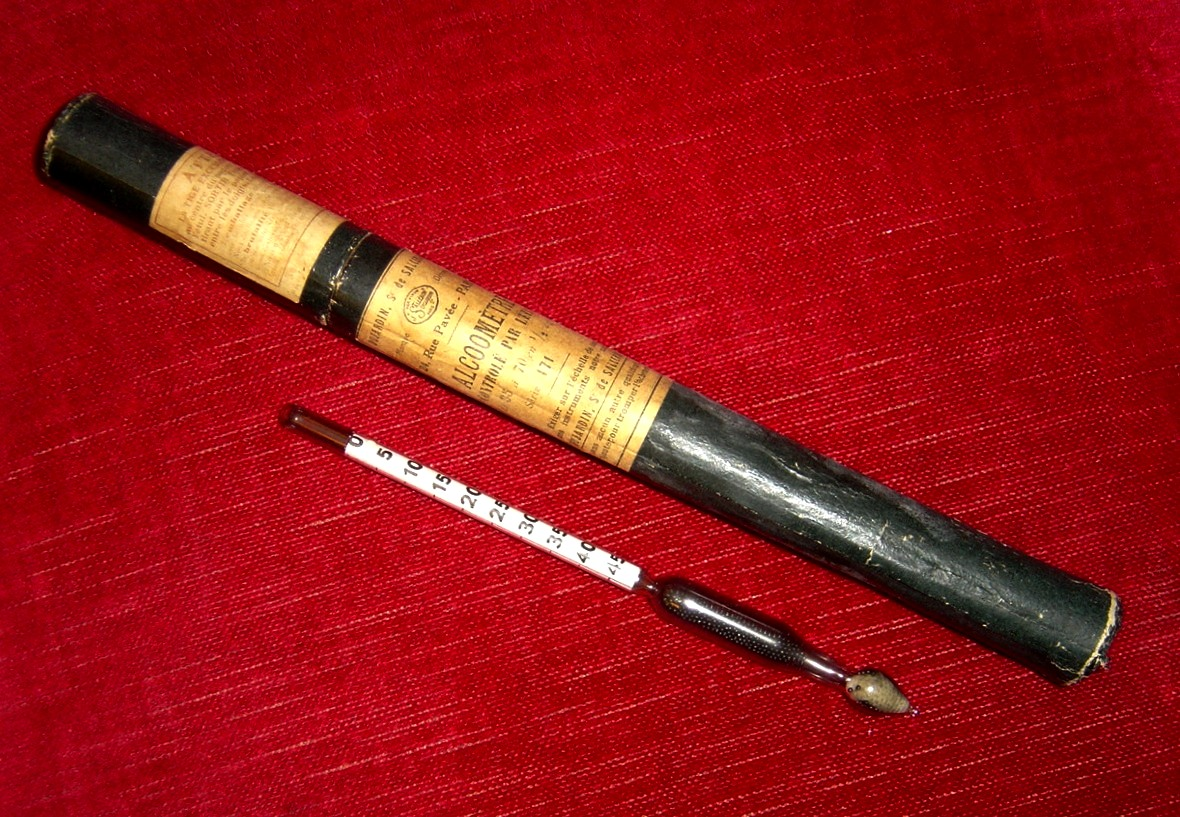
Alcoolmètre début XXe siècle.

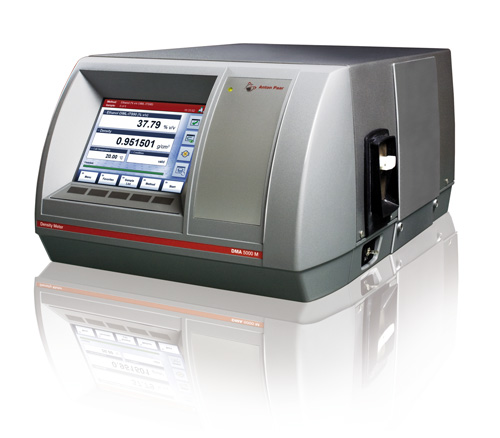
Photographie d'un densimètre électronique Anton Paar à tube en U oscillant, instrument de référence des douanes (Service Commun du Laboratoire).

### Densimètre, alcoomètre ou hydromètre

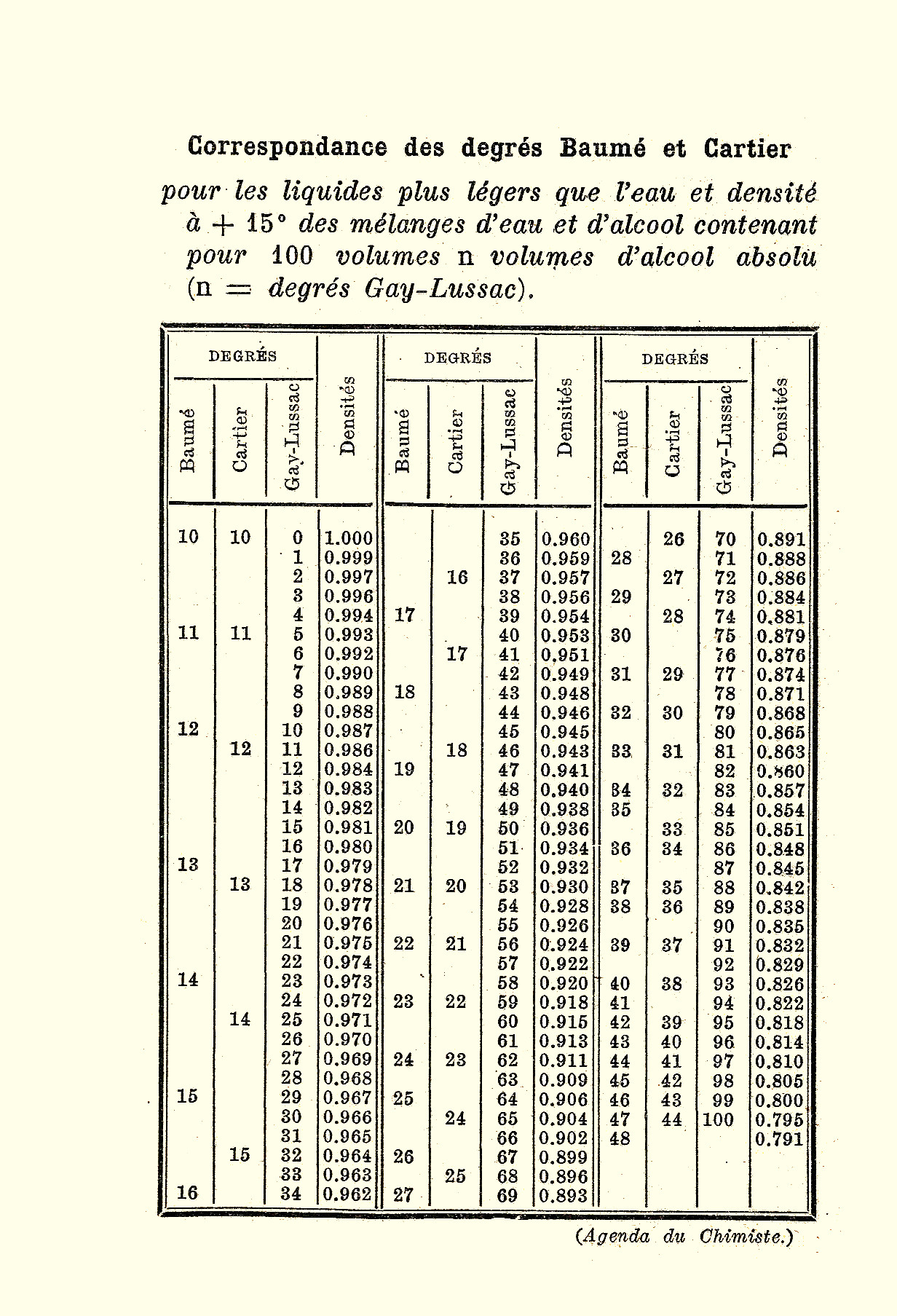
Tableau de Correspondance des degrés Baumé et Cartier pour les liquides plus légers que l'eau et densité à des mélanges d'eau et d'alcool contenant pour cent volumes n volumes d'alcool absolu (n = degrés Gay-Lussac).

La mesure du titre alcoolique à partir de la densité du liquide a été définie par Louis Joseph Gay-Lussac en 1824, pour les besoins de la taxation des alcools, sachant que la densité à 20 °C de l’éthanol (0,789) est plus basse que celle de l’eau (1 par définition) et que donc la densité d'un liquide est d'autant plus basse qu'il contient plus d'alcool. Un hydromètre ou densimètre directement gradué en degrés d’alcool est plongé dans le liquide : plus il s'enfonce plus le liquide est alcoolisé. La mesure lue est corrigée en fonction de la température du liquide. Les tables de densité et de correction selon la température ont été établies expérimentalement par Gay-Lussac. Cette technique n’est exacte que si le liquide ne contient pas autre chose que l’eau et l’alcool en solution.
De petits densimètres gradués en degrés, alcoomètre ou alcoolmètre ou pèse-alcool, sont employés par les professionnels et les contrôleurs pour mesurer approximativement et rapidement le titre en alcool d'un produit en négligeant l'effet des autres solutés.
Si on a besoin d’une donnée rigoureuse pour les besoins commerciaux ou fiscaux, on sépare d'abord l’éthanol par distillation. On obtient un mélange d’alcool et d’eau dont on mesure ensuite la densité pour connaître le volume d’alcool pur extrait.

### Ébulliomètre
On utilise actuellement, pour mesurer le titre du vin, l’ébulliomètre de Malligand mis au point en 1875, qui est un alambic miniature équipé d’un thermomètre de précision. La température d’ébullition d’une solution éthanol-eau dépend de la proportion. La température lue est convertie en titre d’alcool par consultation d’une table. L’exactitude de la mesure dépend de la concentration d’autres substances, notamment les sucres et l’acide carbonique, qui modifient la température d’ébullition. Dans le milieu vinicole, on a longtemps utilisé l’expression « degré Malligand » pour « %vol à 15 °C ».

### Densimètre électronique
Le densimètre électronique apparu en 1967 permet la mesure du TAV (titre alcoométrique volumique) à partir de solution hydro-alcoolique ce qui impose une distillation avant mesure dans le cas où les échantillons possèdent une matrice complexe (vins, cognac, armagnac, liqueurs, etc.).
La mesure de densité par tube oscillant (densimètre électronique) est devenue la méthode de référence au cours des années 1990 pour de nombreux producteurs de vins, spiritueux et plus récemment d'éthanol pour carburant en raison de sa précision (TAV +/- 0,01 % v/v) et simplicité d'utilisation.

### Vinomètre
Le vinomètre permet de mesurer le degré d'alcool du vin dans un tube capillaire en mesurant la position du ménisque lorsque les forces de capillarité vers le haut et la gravité vers le bas s'équilibrent.

## Unités et symbole

### Pourcentage volumique (% vol) et degré (°)
L'unité utilisée pour exprimer le titre est le pourcentage volumique (% vol) ou degré (°). La recommandation R22 de l'Organisation internationale de métrologie légale (OIML),, a pour objet de définir la manière de l'exprimer. Les valeurs extrêmes de cette mesure sont obtenues pour l'eau, qui titre 0° et l'alcool pur, qui titre 100°.
Le titre alcoolique s'exprime couramment en pourcentage volumique (symbole % vol) ou en degré (symbole °).
En Europe, une directive de 1976 définit les symboles utilisés pour les titres alcoométriques. Ces symboles sont « % vol » pour le titre alcoométrique volumique et « % mas » pour le titre alcoométrique massique. Les recommandations typographiques pour les titres d’alcool exprimés en degrés sont de ne pas utiliser d'espace entre la valeur numérique et le symbole °. On note ainsi 40° pour le titre d'un alcool alors qu'on le notera 40 % vol.

### Degré Gay-Lussac
Le titre alcoométrique à 15 °C était exprimé en degrés Gay-Lussac, abrégé en « ° GL ». Une boisson alcoolisée titrée à 39,9° GL a un titre de 40°, soit 40 %vol à 20 °C.

### Proof
Aux États-Unis, on utilise le proof qui vaut 0,5° GL.

### Sikes ou Sykes
Au Canada et en Grande-Bretagne, le proof vaut 0,57° GL et porte aussi le nom de degré Sikes ou Sykes. L'hydromètre de Sykes est un appareil dont la graduation zéro affleure dans de l'alcool de densité 0,825 à 60 °F (15,5 °C).

## Lexicologie
On retrouve plusieurs dérivés du terme « titre alcoométrique volumique » :
- titre alcoométrique volumique potentiel, mesuré sur moût avant la fermentation ;
- titre alcoométrique volumique naturel, taux issu du raisin seulement, sans le recours à la chaptalisation ;
- titre alcoométrique volumique acquis, taux final mesuré dans le vin.